# Françoise Lannoy
Françoise Lannoy (Courtrai, 30 marzo 1952) è un'ex cestista belga.

## Carriera
Con il Belgio ha disputato i Campionati europei del 1976.